# Buffalo Niagara International Airport

i7
i11
i13
Der Buffalo Niagara International Airport (IATA-Code: BUF, ICAO-Code: KBUF) ist der Verkehrsflughafen der amerikanischen Großstadt Buffalo im US-Bundesstaat New York. Der Flughafen ist nicht zu verwechseln mit dem 25 km entfernten Niagara Falls International Airport.

## Lage und Verkehrsanbindung
Der Buffalo Niagara International Airport liegt etwa 13 Kilometer nordöstlich vom Stadtzentrum Buffalos entfernt teilweise auf dem Gebiet von Cheektowaga. Das Passagierterminal liegt am New York State Route 33, zudem verläuft die Interstate 90 nördlich und westlich des Flughafens. Der Flughafen wird durch die Buslinie 24 der Niagara Frontier Transportation Authority mit dem Stadtzentrum verbunden.

## Geschichte
Der Flughafen wurde 1926 als Buffalo Municipal Airport in Betrieb genommen. Am 27. April 1939 wurden ein neues Passagierterminal fertiggestellt, 1955 wurde es erweitert. 1956 kaufte die Niagara Frontier Port Authority der Stadt Buffalo den Flughafen ab. 1959 wurde die Bezeichnung des Flughafens in Greater Buffalo International Airport geändert. 1961 wurde ein neuer Kontrollturm in Betrieb genommen, außerdem wurde das Passagierterminal erweitert. Vier Jahre später wurde die Start- und Landebahn 05/23 verlängert. 1967 wurde die Niagara Frontier Port Authority durch die Niagara Frontier Transportation Authority ersetzt. 1971 wurde ein zweites Passagierterminal eröffnet. Am 3. November 1997 wurde ein neues Passagierterminal mit 15 Flugsteigen eröffnet. Außerdem wurde der Flughafen im gleichen Jahr in Buffalo Niagara International Airport umbenannt.

## Flughafenanlagen

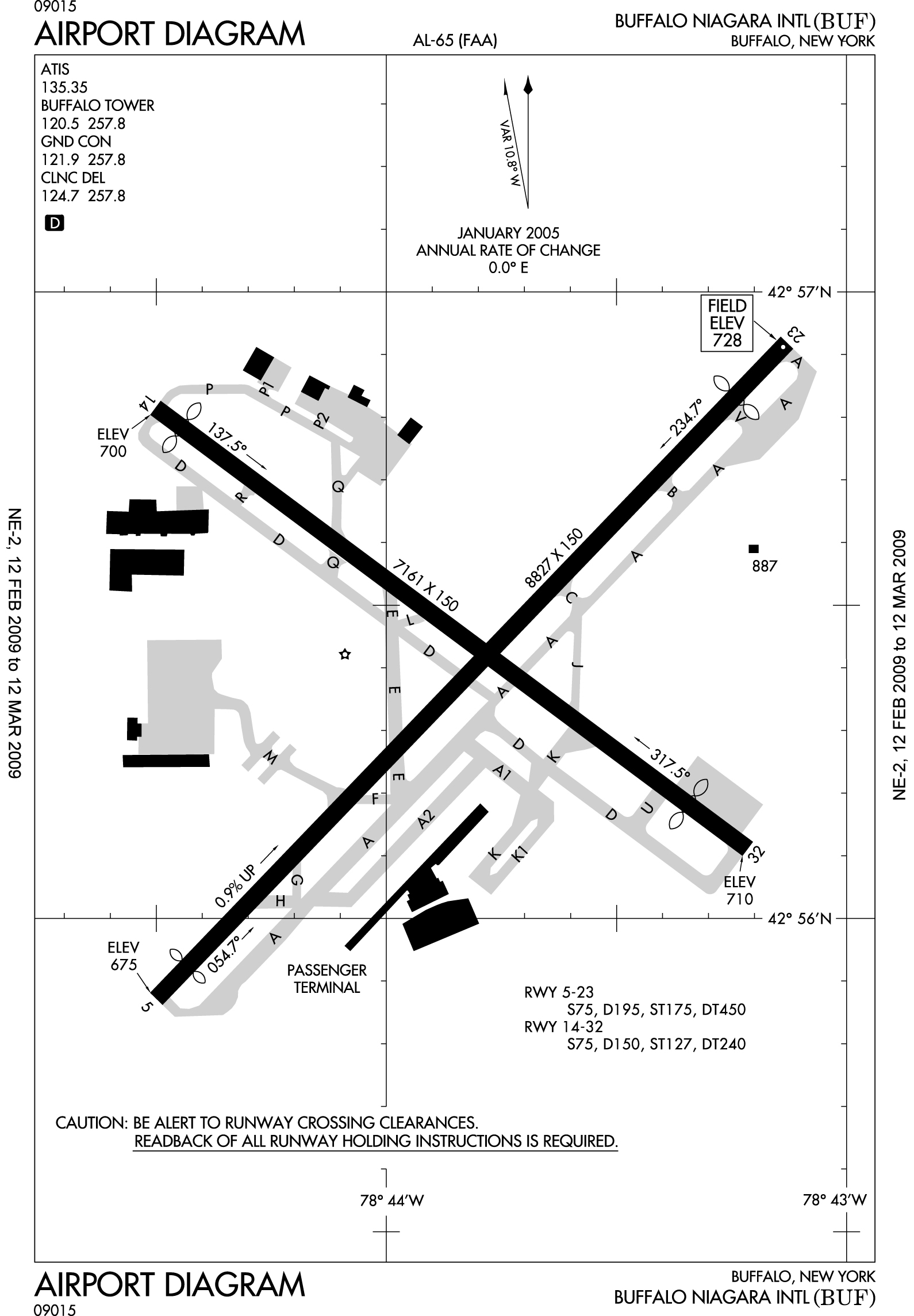
Flughafendiagramm (veraltet)

Der Buffalo Niagara International Airport erstreckt sich über 405 Hektar.

### Start- und Landebahnen
Der Buffalo Niagara International Airport verfügt über zwei sich kreuzende Start- und Landebahnen. Die wichtigste Start- und Landebahn trägt die Kennung 05/23, ist 2691 Meter lang, 46 Meter breit, mit einem Belag aus Asphalt und in beiden Richtungen mit einem CAT I-Instrumentenlandesystem ausgestattet. Die Querwindbahn 14/32 ist 2183 Meter lang, 46 Meter breit und hat einen Belag aus Asphalt. Die Landebahn 32 ist mit einem Instrumentenlandesystem ausgestattet.

### Passagierterminal
Das Passagierterminal ist mit 24 Flugsteigen und 23 Fluggastbrücken ausgestattet.

## Fluggesellschaften und Ziele
Es werden 24 Ziele in den Vereinigten Staaten angeflogen, daneben auch saisonale Flüge nach Cancún.

## Verkehrszahlen

### Verkehrsreichste Strecken
| Rang | Stadt                      | Passagiere | Fluggesellschaft             |
| ---- | -------------------------- | ---------- | ---------------------------- |
| 01   | Orlando, Florida           | 165.020    | Frontier, jetBlue. Southwest |
| 02   | Baltimore, Maryland        | 147.230    | Southwest                    |
| 03   | Atlanta, Georgia           | 122.070    | Delta, Frontier              |
| 04   | Chicago–O’Hare, Illinois   | 114.590    | American, United             |
| 05   | New York–JFK, New York     | 111.910    | Delta, jetBlue               |
| 06   | Charlotte, North Carolina  | 99.370     | American                     |
| 07   | Detroit, Michigan          | 85.670     | Delta                        |
| 08   | Chicago–Midway, Illinois   | 78.160     | Southwest                    |
| 09   | Tampa, Florida             | 63.350     | Frontier, Southwest          |
| 10   | Philadelphia, Pennsylvania | 60.880     | American                     |

## Zwischenfälle
- Am 24. Februar 1943 wurde mit einer Curtiss C-46 Commando der United States Army Air Forces (USAAF) (Luftfahrzeugkennzeichen 41-5176) auf dem Flugplatz Buffalo eine Notlandung durchgeführt. Dabei ging die Maschine in Flammen auf. Die beiden Piloten, die einzigen Insassen auf dem Flug, überlebten. Es war der erste Totalschaden einer C-46.[10]

- Am 29. Dezember 1951 wurde eine Curtiss C-46A-50-CU Commando der US-amerikanischen Continental Charters (N3944C) nahe Salamanca (New York) (USA) in einen bewaldeten Hügel geflogen, 24 Kilometer vom vorgesehenen Kurs entfernt. Flugziel war der Flughafen Buffalo Municipal. Die Piloten waren trotz Wetters für Instrumentenflugbedingungen im Sichtflug geflogen. Durch diesen CFIT (Controlled flight into terrain) wurden von den 40 Insassen 26 getötet.[11]

- Am 20. Januar 1954 ging an einer Convair CV-240-0 der  US-amerikanischen American Airlines (N94244) unmittelbar nach dem Abheben vom Buffalo Municipal Airport der linke Propeller in die Segelstellung. Es gelang den Piloten nicht, das Triebwerk wieder anzulassen, weshalb sie eine Bauchlandung in einer kleinen Lichtung machen mussten. Auslöser der plötzlichen Segelstellung war ein Defekt der Torquemeter-Boost-Pumpe. Alle 24 Insassen, drei Besatzungsmitglieder und 21 Passagiere, überlebten den Unfall.[12]

- Am 12. Februar 2009 stürzte eine De Havilland DHC-8-400 der Colgan Air (N200WQ) auf dem Continental-Airlines-Flug 3407 während des Landeanflugs auf den Buffalo Niagara International Airport aufgrund eines Pilotenfehlers in den Ort Clarence Center. Alle 44 Passagiere, 4 Crewmitglieder sowie ein weiterer Pilot außer Dienst und ein Mensch am Boden kamen ums Leben (siehe auch Continental-Airlines-Flug 3407).[13][14]